# Gäubote
 (octobre 2023).
Si vous disposez d'ouvrages ou d'articles de référence ou si vous connaissez des sites web de qualité traitant du thème abordé ici, merci de compléter l'article en donnant les références utiles à sa vérifiabilité et en les liant à la section « Notes et références ».
Le Gäubote est un journal quotidien allemand local publié à Herrenberg.

## Diffusion
Le Gäubote est diffusé dans l'arrondissement de Böblingen, à Herrenberg et le Korngäu, ainsi qu'à la commune d'Ammerbuch dans l'arrondissement de Tübingen et en partie à la ville de Wildberg dans l'arrondissement de Calw.

## Collaborations
Le Gäubote reçoit la partie nationale (couverture) du Stuttgarter Nachrichten.